# Lieven Danneels (ondernemer)
Lieven Gerard Paul Danneels (Ieper, 15 januari 1964) is een Belgisch ondernemer en bestuurder.

## Levensloop
Lieven Danneels studeerde burgerlijk ingenieur aan de Katholieke Universiteit Leuven en behaalde postgraduaten financieel management aan VLEKHO en bedrijfskunde aan de KU Leuven.
In 1998 kocht hij met Thomas Verstraeten Televic, een producent van elektronische telecommunicatiesystemen opgericht in 1946. De nieuwe zaakvoerders transformeerden Televic tot een wereldwijde groep met fabrieken in Bulgarije, China en de Verenigde Staten. In 2020 trad investeringsmaatschappij Gimv toe als derde aandeelhouder. Televic is gevestigd in Izegem en telt meer dan 1.000 werknemers.
Danneels is erevoorzitter van de Kamer van Koophandel West-Vlaanderen, bestuurder van Voka Vlaanderen en Voka Brussel, bestuurder en lid van de wetenschappelijke adviesraad van imec, bestuurder van het Jan Yperman Ziekenhuis en bestuurder van de KU Leuven. Hij was ook voorzitter van de regionale televisiezender WTV, ondervoorzitter van het Interdisciplinair Instituut voor Breedband Technologie en lid van het ICT-comité van Agoria. Van 2012 tot 2020 was hij voorzitter van Voka West-Vlaanderen en van 2008 tot 2020 was hij voorzitter van KU Leuven Campus Kulak Kortrijk. Hij werd in deze laatste hoedanigheid door Patrick Maselis opgevolgd. Sinds 2017 is hij voorzitter van de Vlaamse Adviesraad voor Innoveren en Ondernemen en sinds 2020 is hij voorzitter van Hogeschool VIVES.